# Рускола, Ноора
Но́ора Ру́скола (фин. Noora Ruskola) — финская профессиональная яхтсменка, участвующая в соревнования в классе 49er; в паре с Камиллой Седеркрёйц является членом сборной Финляндии на летних Олимпийских играх 2016 года.